# 水上学校

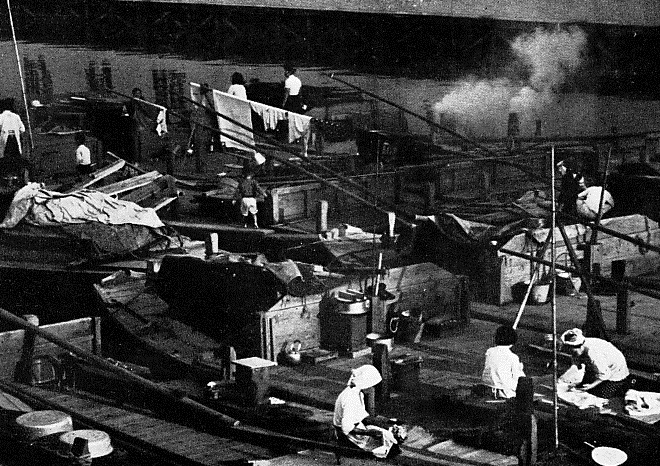
東京の水上生活者（1960年頃）

水上学校（すいじょうがっこう）とは、水上生活者のために設けられた学校である。

## 概要

### 日本の水上学校
かつての日本では船上で零細漁業や交易で生計を立てる家船と呼ばれる人々や、自身の勤務する艀の一角を住居化して港湾内に居住する艀乗組員といった水上生活者が一定数存在していた。
こういった水上生活者の子供は船上で生まれ育つという特殊な環境のため義務教育を受けられなかったり社会性に遅れがあることが多かった。陸に親族などの住まいがある場合はそこから学校に通うことができたが、それもおらず船から通う場合は毎日別の場所からの通学となってしまう。積荷の都合で子供に行く先も知らせず親の船が出港してしまったり、子供が下校後に親の船を見つけることができなかった場合、友人の家に泊まったり橋の下で眠るほかなかった。そのため寄宿舎を伴った学校や公立学校へ通うための寄宿舎が港湾を有する都市や尾道市のような古くから家船が根拠地としていた地域に開設された。学校によって異なるが、多くの学校では児童は平日を寄宿舎で過ごし、休日は親のいる舟へと戻っていた。産院や託児所を併設した施設も多くみられた。
これらの水上学校は戦後の住宅難から水上生活者が増えた昭和20年代から昭和30年代をピークに日本各地に存在したが、高度経済成長が進むにつれて多くの水上生活者が陸地へ移住したことなどによって閉校または児童養護施設などへと転換され、1970年代頃までには姿を消した。

### 海外の水上学校
同様の学校は海外でも見られる。日本の水上学校はそのすべてが舟に住まう水上生活者のためのものであったためすべて陸上に存在したが、海外の水上学校は舟や水上に作られたものも存在している。
雨季と乾季があり、雨季に一面が水浸しになる地域や高床建物、水上に浮かぶ家のような「親の住む家が移動しない水上生活者」の子供たちのための教育支援は「船の上の学校」や「スクールボート」によって行われることが多い。

## 日本の水上学校および学寮

### 平間寺学校
- 1876年（明治9年） - 象潟警察署（現在の浅草警察署）へ勤務していた平間寺正純によって水上児童へ向けた育英の塾が開かれる[9]。
- 1895年（明治28年） - 他界した平間寺正純に代わり、その配偶者である平間寺れきが水上児童を集めて読み書きそろばんを教える平間寺学校が浅草橋場（現在の台東区橋場）にて始められる[9]。
- 1927年（昭和2年）ごろ - 平間寺れきが73歳で他界したことにより平間寺学校は自然に閉鎖された[9]。

### 東京市立芝浦小学校
- 1921年（大正10年） - 東京市立芝浦小学校（現在の港区芝、竹芝小学校に改称ののち港区立芝小学校に統合され廃校）内に水上学級が設置される[10]。
- 1927年（昭和2年） - 東京市竹芝尋常小学校に改称される[11]。
- 1928年（昭和3年）ごろ - 新校舎建設に伴い水上学級が解散される[9]。当学級で教諭を務めていた伊藤伝は解散後東京水上学校の教諭となる。

### 南千住学寮
- 1917年（大正6年） - 東京水上保護会によって東京府下南千住町地方橋場1180番地（現在の荒川区南千住）に南千住学寮が開設される[9]。
- 1919年（大正10年） - 開設時の資金調達方法に問題があり、裁判沙汰に発展し学校の経営が困難になる[9]。
- 1921年（大正12年） - 閉鎖。跡地はのちに隅田川水上隣保館となっている[9]。

### 隅田川水上隣保館
- 1929年（昭和4年）4月20日 - 館長である鈴木英男を中心としたキリスト教徒の有志によって創立された東京水上生活者教化同志会によって南千住学寮の跡地（南千住町10-4、現在の荒川区南千住）に隅田川海上隣保館（鳩の家）が開設される[12]。
- 1931年（昭和6年）夏 - 学齢を越えてもなお未就学である少青年水上生活者のための短期夜間学校を開設する[9]。
- 1940年時点で存在[13]。
- 1949年（昭和24年） - 地権者が隅田川水上隣保館に訴訟を起こす[14]。
- 時期不明（1955年以前） - 閉鎖[15]。

### 東京水上学校
- 1930年（昭和5年）9月5日 - 東京の水上利用関係者によって組織された水上協会（1927年設立）が、東京市京橋区より関東大震災での校舎焼失後に急造された月島第二小学校の仮校舎と敷地（現在の中央区勝どき）を借り受けた上で修理改造を行い、東京水上尋常小学校を創立する[8][16]。
- 1938年（昭和13年）4月10日 - 4棟の校舎を新築する[16]。
- 1940年（昭和15年）3月31日 - 東京市に移管され、東京市立水上小学校となる[16]。同日水上協会解散[8]。
- 1942年（昭和17年）4月1日 - 前年の国民学校令公布に伴い東京市水上国民学校に改称される[8][16]。
- 1943年（昭和18年）4月1日 - 江東区深川浜園町（現在の江東区塩浜）に分校が設置され、高等科も併設される[8][16]。
- 1944年（昭和19年）7月20日 - 茨城県新治郡斗利出村の法雲寺へ学童疎開を行う[16][17]。
- 1945年（昭和20年）4月28日 - 秋田県田沢湖畔の蓬莱館へ再疎開を行う[8][17]。
  - 10月20日 - 終戦に伴い月島校舎へ帰京。終戦後も極度の食糧難、輸送力低下によりしばらくの間田沢湖畔での生活を余儀なくされていた[17]。
- 1947年（昭和22年） - 教育基本法が公布され、東京都立水上小学校に改称される。高等科は中学校に再編成され閉校[8]。
- 1949年（昭和24年） - 学校所在地が月島から深川浜園町に変更となる[8]。月島の校舎は一般中学に通う生徒の寄宿舎となる[16]。
- 1954年（昭和29年） - 月島の寄宿舎を鉄筋2階建てに新築する[16]。
- 1966年（昭和41年）3月19日 - 生徒数減少に伴い廃校[16][8]。月島の寄宿舎は中央区に移管され、中央区水上学寮と改称し存続[8][18]。
- 1970年（昭和45年） - 入寮者減少のため中央区水上学寮が廃止となる[8]。

### 芝浦水上児童保育園
- 1935年（昭和10年） - 大正婦人会によって東京府芝区海岸通2-2に芝浦水上児童保育園が開設される[19][20]。
- 1940年時点で存在[13]。
- 時期不明 - 閉鎖。

### 横浜市湊西寮
- 1930年（昭和5年）4月3日 - 日本労働組合総連合神奈川県連合会によって神奈川県横浜市中区井土ヶ谷中町107市営住宅19号に湊西寮が開設される[21][22]。
- 1937年（昭和12年）9月 - 神奈川県横浜市神奈川区西寺尾1891に移転[21]。
- 1940年時点で存在[13]。
- 時期不明 - 閉鎖。

### 日本水上小学校
- 1942年（昭和17年）7月20日（7月21日とする資料もある） - 前述の東京水上学校の公立移管に伴い退職した伊藤伝、せん夫妻が横浜市中区山下町76で3名の水上児童を引き取り寝食を共にしながら日本水上小学校を始める[5][23]。
- 1947年（昭和22年） - 横浜市中区山手町の現在地に建物を新築して移転する[24]。
- 1967年（昭和42年）3月22日 - 水上生活者の減少に伴い日本水上小学校を閉校[25]。残る生徒は横浜市立北方小学校へと転校となった[25]。同年4月より学校部門は知的障害のある子どもたちへの教育機関である学校法人聖坂養護学校（現在の聖坂支援学校）へと、寄宿舎部門は社会福祉法人日本水上学園となり、現在も同地にて活動を続けている[5][26]。

### 名古屋市立水上児童寮
- 1938年（昭和13年）ごろ - 名古屋市港区西築地保育園の中に水上児童夜間託児所が設置される[27]。
- 1942年（昭和17年）5月31日 - 名古屋市港区港栄町5丁目11（現在の港栄3丁目18-10）に名古屋市立水上児童寮が設置される[27]。
- 1944年（昭和19年）6月 - 太平洋戦争の激化に伴い休止[27]。
- 1948年（昭和23年）11月1日 - 児童福祉法による養護施設として認可されるとともに再開される[27]。
- 1950年（昭和25年）4月1日 - 名古屋市水上児童寮と改称される[27]。
- 1957年（昭和32年）6月1日 - 収容児童の増加に伴い附設保育園を名古屋市立港保育園として隣地に独立移転させる[27]。
- 1959年（昭和34年）9月26日 - 伊勢湾台風の上陸によって床上2mの浸水の被害を受ける。これにより10月28日まで事業を一時休止、一応の復旧工事は翌年3月まで行われた[27]。
- 1966年（昭和41年）6月6日 - 老朽化した水上児童寮の改築に伴い旧豊国母子寮へ移転[27]。
- 1967年（昭和42年）3月29日 - 鉄筋コンクリート造の寮舎が完成する[27]。
- 同年4月1日 - 名古屋市みなと児童寮に改称。一般養護施設へと切り替えられた[27]。
- 1970年（昭和45年）3月31日 - 入寮者減少に伴い名古屋市みなと児童寮が廃止となる。建物は名古屋市立港保育園として使われていたが、2018年（平成30年）4月に同園が築盛町に新築移転したため、のちに解体されている[27][28]。

### 私立樋口水上学校
- 1921年（大正12年）9月ごろ - 樋口伊之助が私財を投じて大阪市港区海岸通に私立樋口尋常小学校を開設する[29]。
- 1935年（昭和10年）9月 - 大阪水上共済会によって大阪水上斯民館が開設される。これに伴い樋口水上学校の宿泊部は大阪水上斯民館に移管される[30]。
- 1936年（昭和11年）4月 - 樋口水上学校も大阪水上斯民館と併設の新校舎が建設され港区六条通1丁目1に移転する[29]。
- 1941年（昭和16年）4月 - 樋口学園に改称する[29]。
- 太平洋戦争末期 - 資金困窮のため閉校[29]。

### 大阪水上隣保館
大阪湾の水上生活者だけでなく、広島県や岡山県、香川県、愛媛県など瀬戸内海沿岸の広い範囲からの水上生活者を多く受け入れていた。
- 1931年（昭和6年）3月（1930年7月創立とする資料もある[31]） - 牧師である中村遙、八重子夫妻を中心とした大阪水上友愛協会によって水上生活者の子どもを預かり、大阪市港区田中元町に水上子供の家を創設される[32][29][33]。
  - 同年夏 - 港区天保町に移転。同時に大阪水上隣保館に改称し、経営を個人から会員に切り替え賛助会員を募った[29]。
- 1934年（昭和9年）9月 - 室戸台風により大きな被害を受ける。また、水上隣保館内の産院にて臨時社会事業施設本部が設けられる。被災直後一部の児童は大阪聖ヨハネ学園が一時預かることとなった[29]。
- 1936年（昭和11年）4月19日 - 建物の被害および、室戸台風により多くの水上生活者が被害を受け、孤児となった児童が多く手狭になったため施設を新築する[29][34]。
- 1945年（昭和20年）6月 - 空襲により施設が全焼。水上児童の救済事業を終了する。三島郡島本町東大寺の民家を借り受け移転し、戦災孤児や浮浪児の受け入れを行うようになる[32][35][36][37][38]。
- 1952年（昭和27年） - 同町山崎の現在地へと移転し、現在も児童養護施設を運営している[32]。

### 大阪市立幸運橋学童寮
- 1939年（昭和14年）秋 - 大阪市によって港区八幡屋大通1丁目に大阪市立幸運橋学童寮が開設される[30]。
- 1945年（昭和20年） - 空襲によって焼失し閉校となる[29]。

### 大阪市立千歳学童寮
- 1941年（昭和16年）9月 - 大阪市によって大正区新千歳町に大阪市立千歳学童寮が開設される[30]。
- 1945年（昭和20年） - 空襲によって焼失し閉校となる[29]。

### 海の子の家
管理運営団体は現在も社会福祉法人海の子学園として児童福祉施設などを運営している。
- 1949年（昭和24年）4月 - 辰巳商会社長の四宮忠蔵を中心として財団法人大阪港湾作業援護協会（現在の大阪港湾福利厚生協会）により大阪市港区池島に養護施設海の子の家が開設される[39][40]。
- 1953年（昭和28年）4月 - 大阪市が海の子の家の隣に水上学童寮を建設する。同時に海の子の家は大阪市に寄付されたが、管理運営は引き続き大阪港湾福利厚生協会が行うこととなる。水上学童寮海の子の家に改称[39]。
- 1962年（昭和37年）10月 - 小中学生を通じ一貫して養護するため海の子中学寮が開設される[39]。
- 1977年（昭和52年）1月 - 水上学童海の子の家を海の子学園大阪市立水上学童寮に、海の子中学寮を海の子学園池島寮と改称。港湾労働者の艀の子どもに限らず、広く養護を必要とされる子供も入所できる施設へと切り替えられる[39]。
- 1978年（昭和53年）4月 - 海の子学園大阪市立水上学童寮が海の子学園入舟寮へと改称される[41]。

### 神戸市立水上児童寮
- 1938年（昭和13年）1月6日 - 神戸市立水上児童ホームが神戸市林田区（現在の長田区）重池町2丁目に開設される[42][43][44]。
  - 10月 - 神戸市の主催で全国の水上学校の管理経営者の会合が行われ、全日本水上児童愛護連盟が結成される[45]。
- 1942年（昭和17年）10月2日 - 神戸市立水上児童寮に改称される[46]。
- 1956年（昭和31年）10月28日 - 昭和天皇、香淳皇后が視察に訪れた[47]。
- 1979年（昭和54年）3月31日 - 閉鎖される[48]。

### 尾道学寮
広島県尾道市吉和の水上児童のみが在籍していた。
- 1928年（昭和3年） - 吉和村立託児所が開設される[7]。
- 1937年（昭和12年） - 吉和村と尾道市の合併に伴い尾道市立吉和託児所に改称される[7]。
- 1943年（昭和18年） - 尾道市立吉和学童寮に改称される[7]。
- 1944年（昭和19年） - 一時閉鎖。疎開してきた人の生活の場所となった[7]。
- 1948年（昭和23年） - 再開[7]。
- 1953年（昭和28年） - 尾道市立尾道学童寮に改称される[7]。
- 1955年（昭和30年） - 児童福祉法に基づく養護施設の認可が下りる。尾道市立尾道学寮に改称される[7]。
- 1958年（昭和33年）- 寮舎を新築する。新寮舎に入りきらなかった学童は旧寮舎へと入寮することとなり、旧寮舎は吉和学寮となる[7]。
- 1962年（昭和37年） - 尾道学寮の寮舎が増築に伴い旧吉和学寮は中学生を対象とした青藍寮となる[7]。
- 1965年（昭和40年） - 青藍寮が閉鎖される[7]。
- 1977年（昭和52年） - 閉鎖される[7]。

### 湊学寮
土生町箱崎地区の水上児童を収容する目的で開設された。当学寮より土生小学校、土生中学校へと通学していた。
土生町立湊学寮、土生町立児童寄宿舎、因島市学童寮、因島市湊学寮などの表記ゆれが見られる。
- 1928年（昭和3年）6月 - 土生町役場を改造して湊学寮が設立される[50]。
- 1933年（昭和8年） - 町立小学校の跡地に移築移転する[8]。
- 1943年（昭和18年）11月 - 焼失する[8]。
- 1952年（昭和27年）8月 - 新学童寮が完成する。
- 1953年（昭和28年）5月1日 - 土生町が合併し、因島市（現在の尾道市）となったことにより因島市湊学寮となる[51]。
- 1954年（昭和29年）1月17日 - 閉鎖される[51]とあるが、1972年発行の書籍にも湊学寮の記載がみられる[52]ため詳細は不明。

### 豊浜村立豊浜学寮
豊浜町が呉市に編入される際に救世軍に移管され、2004年（平成16年）からは民間の児童養護施設として運営されている。
- 1955年（昭和30年）4月1日 - 豊浜村によって児童福祉法による児童養護施設である豊浜村立豊浜学寮（現在の呉市豊浜町豊島）が設立される[53]。
- 1969年（昭和44年）11月3日 - 豊浜村の町制施行に伴い豊浜町立豊浜学寮となる。
- 時期不明 - 一般養護児童のみの入所となる。

### 門司ヶ関学園
現在も同名の児童養護施設として運営を続けている。
- 1928年（昭和3年）4月29日 - 門司艀船自衛組合の経営で門司市旧門司に門司港海員学童児童収容所が設置される[54]。
- 1945年（昭和20年）6月29日 - 焼失し一時的に経営を中断する[54][55]。
- 1946年（昭和21年）4月1日 - 門司市本村町3丁目の門司港運株式会社職員寮を借り受けて再開する[54][55]。
- 1950年（昭和25年）2月15日 - 門司市が買収する。その際に母子寮を併設し、母子寮併置の養護施設本村学園と改称する[54][55]。
  - 同年10月1日 - 経営が門司民生事業協会に移り、旧門司に新築移転。門司ヶ関学園に改称する[54][55]。
- 1955年（昭和30年）6月1日 - 一般養護児童との混合入所が開始される[54]。
- 1976年（昭和51年）7月1日 - 一般養護児童のみの入所となる[54]。

### 若松児童ホーム
現在も同名の児童養護施設として運営を続けている。
- 1929年（昭和4年）6月20日 - 若松市によって市立若松海員児童寄宿舎が開設される[2]。
- 1946年（昭和21年）3月1日 - 若松港海漕関係五社協議体が運営を受託。若松児童ホームに改称される[2]。
- 1971年（昭和46年）4月1日 - 水上生活者児童と一般養護児童の混合入所開始[2]。
- 1973年（昭和48年）4月1日 - 一般養護児童のみの入所となる[2]。

### 八幡児童ホーム
- 1954年（昭和29年） - 八幡市連歌町（現在の北九州市八幡東区山王町）に八幡児童ホームが開設される[7]。
- 1963年（昭和38年）2月7日 - 焼失する[56]。
- 1964年（昭和39年）2月29日 - 北九州市によって（児童ホーム焼失の3日後に八幡市は合併している）再建される[56]。
- 1973年（昭和48年） - 廃止され、市立山王児童館（のちに閉館）に転用される[57]。

## 海外の水上学校

### 中国
蛋民と呼ばれる水上生活者の多かった中国では福建省や広東省、慶州などで同様の目的を持った水上学校が存在した。

### ベトナム
ベトナムの首都、ハノイの水上生活者はフランスのNGO団体が運営する無料で通える学校（school on the boat）に通っている。2015年時点で同地域の親の80%が文盲であったが、子供は100％学校に通っていた。ハノイでは小学校に通うために授業料がかかることから、子供の教育のためにあえて水上生活を選ぶ親もいるという。
ハロン湾においても水上学校が存在したが、政府の方針により閉校となった。

### カンボジア
カンボジアのトンレサップ湖では越僑のための水上学校が存在している。また、バタンバン州ではスクールボートによる支援が行われている。

### ミャンマー
水上生活者の多いインレー湖にも水上学校が存在している。

### フィリピン
サンボアンガ沖の高床式の家に暮らす水上生活者の子供たちは教材を濡れないようビニール袋に入れ、頭上に持って水の中を1km歩いて通学していた。また、満潮時は歩いて渡ることができないため泳いで渡っていた。このことをきっかけに慈善団体が2010年から学校に通うためのボートや寮の提供、船上で授業を行えるボートでの授業などの支援を行っており、その活動はフィリピン全土に及んでいる。

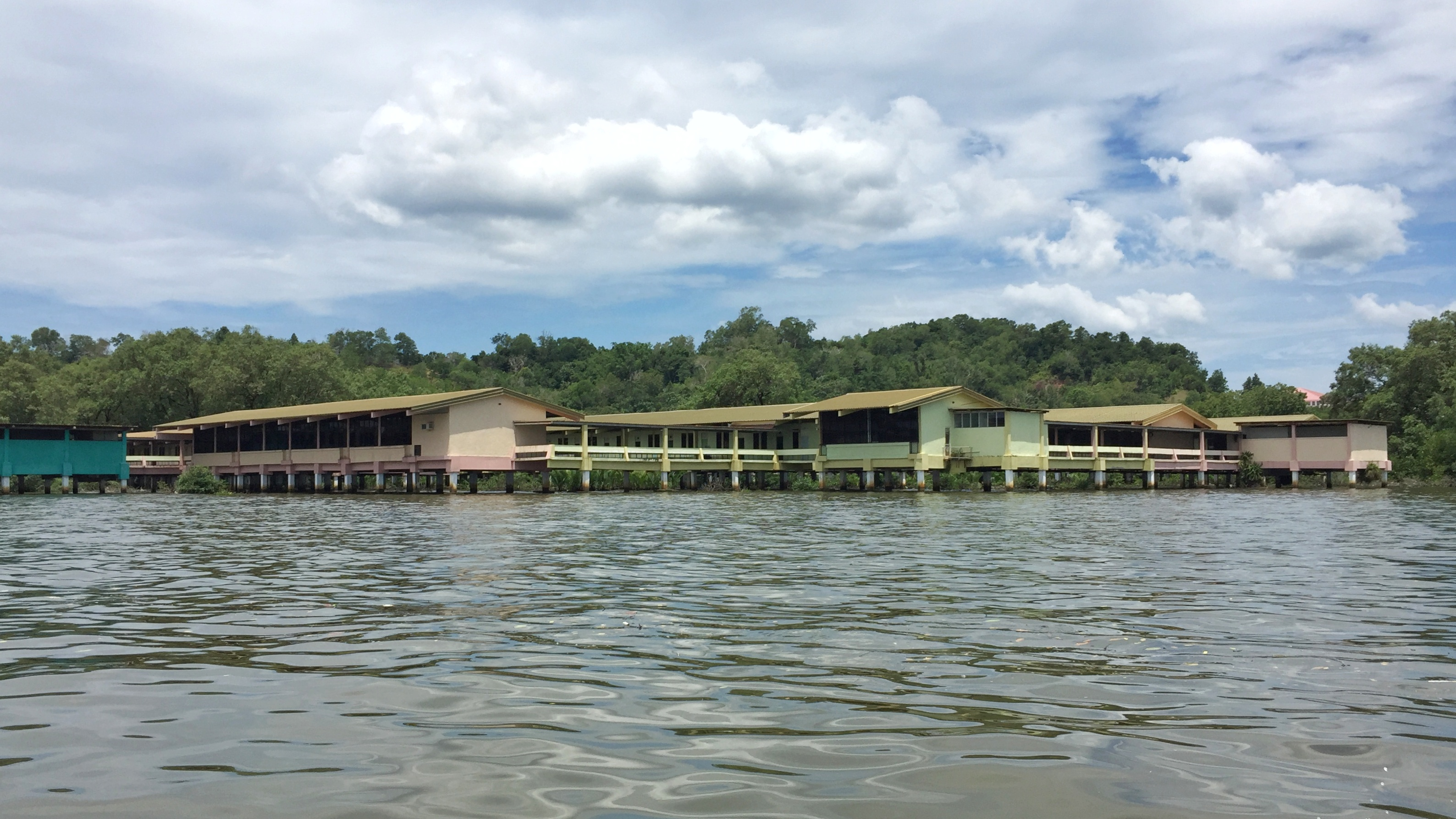
アワンセマウン中学校

### ブルネイ
世界最大級の水上集落であるカンポン・アイールにはアワンセマウン中学校が存在している。

### バングラデシュ
バングラデシュの国土の約3分の1はハオールと呼ばれる海抜わずか1mの湿地である。そのため雨季には一面が水浸しとなり、自家用ボートを持たない貧しい家庭の子供たちは半年以上の間学校に通うことができなくなる。同地域の裕福な家庭で育った建築家のモハマド・レズワンは洪水のせいで学校を辞めざるを得なかった友人たちを見て不公平であると感じ、非営利団体であるShidhulai Swanirvar Sangsthaを立ち上げて2002年にボートの上で授業を行う移動式学校の運航を開始した。学校は子供たちのためだけではなく大人が異常気象下の農業技術を学ぶための夜間学校としても機能している。

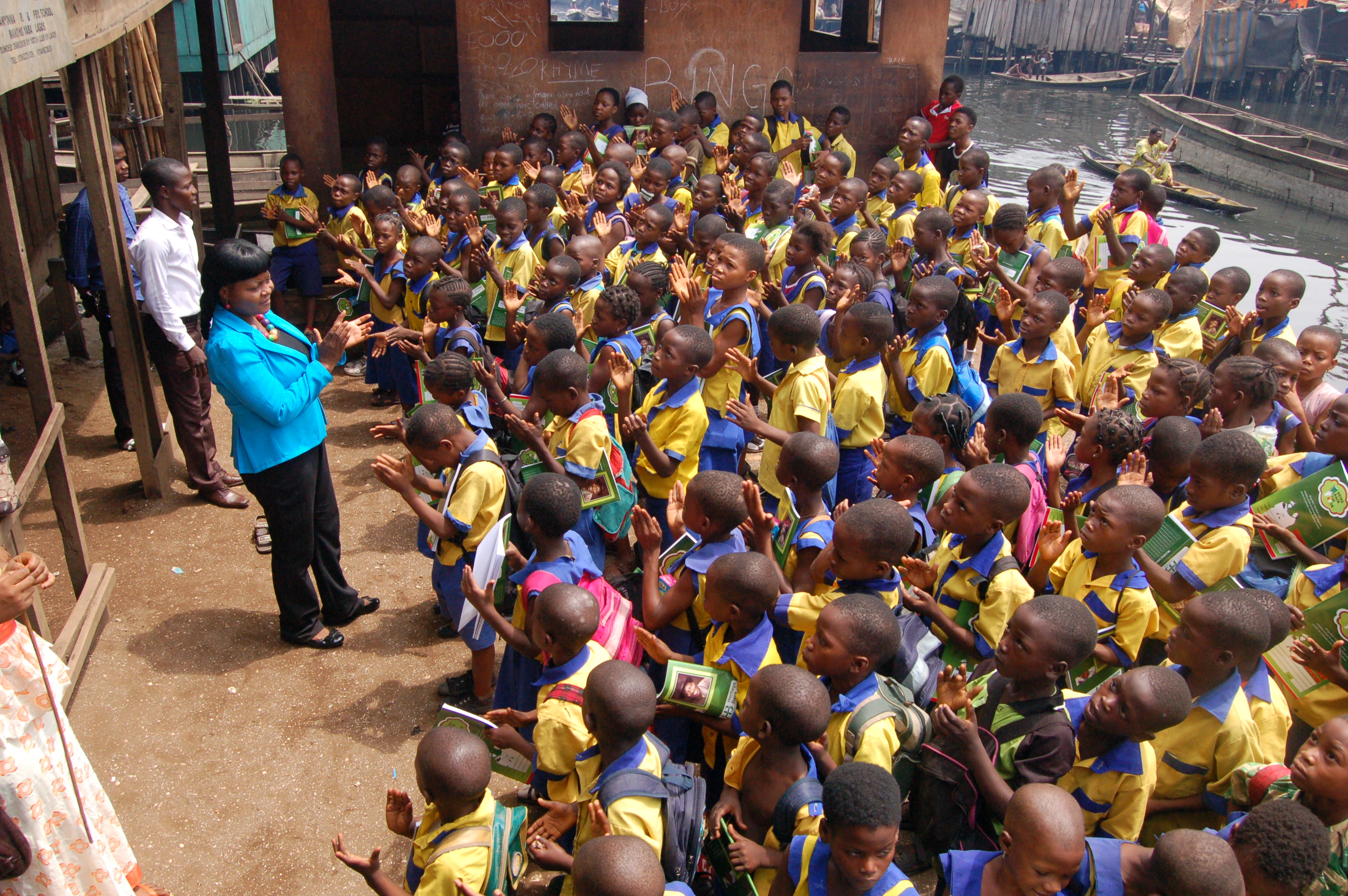
マココ水上学校

### ナイジェリア
ナイジェリアのマココでは2013年にマココ水上学校が建設された。

### ザンビア
ザンベジ川流域では雨季に水没する地域の子供たちのため、高台に盛土をして学校を建設した。子供たちはボートを漕いでその学校に通っている。